# Universidad Técnica Particular de Loja
Universitat Tècnica Particular de Loja és una universitat a l'Equador fundada el 1998. Destaca per la seva aposta pels estudis a distància, ja que el 2016 tenia 3.000 estudiants presencials i 20.000 a distància. Està situada a la província de Loja, a la part sud del país, a 400 km al sud de la capital Quito.